# Olivia O'Brien
Olivia O'Brien, née le 26 novembre 1999, est une auteure-interprète américaine.

## Biographie
O'Brien naît le 26 novembre 1999 à Los Angeles, en Californie, aux États-Unis. Elle commence à chanter à sept ans, et apprend seule à jouer du piano et de la guitare.

## Carrière

### 2015–2016: La révélation
Après avoir attiré l'attention du chanteur gnash en postant une reprise d'un de ses titres sur Soundcloud, celui-ci lui demande de lui envoyer ses morceaux originaux. O'Brien lui envoie un enregistrement de sa chanson hate u, love u, et gnash lui propose de venir enregistrer une version en featuring à Los Angeles, ce qu'elle accepte. Le single, renommé i hate u, i love u, sort en mars 2016, et fait partie du second EP de gnash, intitulé us. Le morceau se classe dixième dans le Billboard Hot 100 et numéro un en Australie. O'Brien et gnash interprètent le single en juillet 2016 dans l'émission Late Night with Seth Meyers, marquant leur première apparition télévisuelle.

### 2016-présent: Premiers singles etIt's Not That Deep
Le 12 août 2016, O'Brien sort son premier single en solo, intitulé Trust Issues, par le label Island Records. Son second single, Root Beer Float, en featuring avec le chanteur blackbear, est dévoilé le 15 septembre. Le 19 du même mois, la chanteuse et gnash marquent leur deuxième apparition télévisuelle dans The Today Show. Le 21 octobre, Find What You're Looking For, son troisième single, est publié. Le 9 décembre suivant, la version originale de sa collaboration avec gnash sort, ici nommée hate u love u, sort. 
O'Brien publie Empty, un nouveau single, le 17 février 2017. Un cinquième single, RIP, sort le 14 juillet, tandis que le titre No Love est dévoile le 3 novembre. Le même jour, la chanteuse annonce la sortie de son premier EP, It's Not That Deep, le 17 novembre 2017. Ces trois derniers singles y sont inclus. 

## Influences
O'Brien a révélé être fan de Rihanna, et vouloir collaborer avec le rappeur Frank Ocean et la chanteuse Kehlani.

## Discographie

### Albums
- 2017 : It's Not That Deep

### Singles

#### En tant qu'artiste principale
- 2016 : Trust Issues
- 2016 : Root Beer Float (ft. blackbear)
- 2016 : Find What You're Looking For
- 2016 : I hate u I love u
- 2017 : Empty
- 2017 : RIP
- 2017 : No Love

#### En featuring
- 2016 : gnash - i hate u, i love u

## Liste des références
1. ↑  (en-US) « Olivia O’Brien Co-Writes Her Duet Hit With Gnash, “i hate u, i love u,” And Signs With Island Records », Songwriter Universe | Songwriting News, Articles & Song Contest,‎ 31 octobre 2016 (lire en ligne, consulté le 18 novembre 2017)
2. ↑  « Gnash : ««I hate u, I love u» est une chanson qui m’est très personnelle» - Actu Gnash - NRJ.fr » (consulté le 18 novembre 2017)
3. ↑  (en) BWW News Desk, « Olivia O'Brien Releases Debut EP 'It's Not That Deep' via Island Records », MTV,‎ 27 novembre 2017 (lire en ligne, consulté le 18 novembre 2017)
4. ↑  (en-US) « Olivia O'Brien On Solo Songs & Keeping It Real », idolator,‎ 29 novembre 2016 (lire en ligne, consulté le 18 novembre 2017)